# Schermen op de Paralympische Zomerspelen 1988
Op de VIIIe Paralympische Spelen die in 1988 werden gehouden in het Zuid-Koreaanse Seoel was schermen een van de 18 sporten die werd beoefend tijdens deze spelen. Voor Nederland en België waren er geen schermers op deze spelen actief.

## Mannen

### Floret
| \| Rank \| Land \| \| ---- \| -------------- \| \| 1 \| West-Duitsland \| \| 2 \| Frankrijk \| \| 3 \| Italië \| |                |
| Rank | Land           |
| 1 | West-Duitsland |
| 2 | Frankrijk      |
| 3 | Italië         |

| Klasse | land | Goud           | land | Zilver           | land | Brons             |
| ------ | ---- | -------------- | ---- | ---------------- | ---- | ----------------- |
| 1C-3   | ITA  | Luigi Zonghi   | HKG  | Soriano Ceccanti | HKG  | Sik Lau           |
| 4-6    | FRA  | Robert Citerne | KUW  | Habib A.S. Ahmad | FRG  | Wilfried Lipinski |

### Degen
| \| Rank \| Land \| \| ---- \| -------------- \| \| 1 \| Frankrijk \| \| 2 \| West-Duitsland \| \| 3 \| Italië \| |                |
| Rank | Land           |
| 1 | Frankrijk      |
| 2 | West-Duitsland |
| 3 | Italië         |

| Klasse | land | Goud            | land | Zilver         | land | Brons            |
| ------ | ---- | --------------- | ---- | -------------- | ---- | ---------------- |
| 1C-3   | KOR  | Il Joo Choi     | KOR  | Soon Ki Jang   | FRA  | Andre Hennaert   |
| 4-6    | FRA  | Arthur Bellance | FRG  | Wolfgang Kempf | KUW  | Habib A.S. Ahmad |

### Sabel
| \| Rank \| Land \| \| ---- \| -------------- \| \| 1 \| Frankrijk \| \| 2 \| West-Duitsland \| \| 3 \| Italië \| |                |
| Rank | Land           |
| 1 | Frankrijk      |
| 2 | West-Duitsland |
| 3 | Italië         |

| Klasse | land | Goud          | land | Zilver        | land | Brons          |
| ------ | ---- | ------------- | ---- | ------------- | ---- | -------------- |
| 1C-3   | KOR  | Tae Hoon Park | FRA  | Pascal Durand | FRA  | Andre Hennaert |
| 4-6    | KOR  | Kyung Soo Roh | FRA  | Yvon Pacault  | GBR  | Cyril Thomas   |

## Vrouwen

### Floret
| Klasse | land | Goud           | land | Zilver           | land | Brons            |
| ------ | ---- | -------------- | ---- | ---------------- | ---- | ---------------- |
| 1C-3   | FRA  | Jannick Seveno | ITA  | Mariella Bertini | HKG  | Shuk Han Yuen    |
| 4-6    | GBR  | Carol Walton   | HKG  | Ying Wong        | GBR  | Suzannah Rockett |

### Degen
| \| Rank \| Land \| \| ---- \| --------- \| \| 1 \| Frankrijk \| \| 2 \| Italië \| \| 3 \| Israël \| |           |
| Rank                                                                                                | Land      |
| 1                                                                                                   | Frankrijk |
| 2                                                                                                   | Italië    |
| 3                                                                                                   | Israël    |

| Klasse | land | Goud               | land | Zilver          | land | Brons             |
| ------ | ---- | ------------------ | ---- | --------------- | ---- | ----------------- |
| 1C-3   | FRA  | Murielle Desmarets | HKG  | Shuk Han Yuen   | FRA  | Jannick Seveno    |
| 4-6    | ITA  | Laura Presutto     | FRA  | Therese Lemoine | ITA  | Rossana Giarrizzo |

Atletiek · Bankdrukken · Basketbal · Boogschieten · Boccia · CP-voetbal · Gewichtheffen · Goalball · Judo · Koersbal · Schermen · Schietsport · Snooker · Tafeltennis · Tennis · Volleybal · Wielersport · Zwemmen
Rome 1960 ·
Tokio 1964 ·
Tel Aviv 1968 ·
Heidelberg 1972 ·
Toronto 1976 ·
Arnhem 1980 ·
New York & Stoke Mandeville 1984 ·
Seoel 1988 ·
Barcelona 1992 ·
Atlanta 1996 ·
Sydney 2000 ·
Athene 2004 ·
Peking 2008 ·
Londen 2012 ·
Rio de Janeiro 2016 ·
Tokio 2020 ·
Parijs 2024 ·
Los Angeles 2028